# 范霍恩鎮區 (密蘇里州卡羅爾縣)
范霍恩鎮區（英語：Van Horn Township）是位於美國密蘇里州卡羅爾縣的一個行政鎮區。

## 地方資料
范霍恩鎮區的面積為92.20平方千米，當中陸地面積為92.15平方千米，而水域面積為0.05平方千米。根據2020年美國人口普查的數據，當地共有人口328人，而人口密度為每平方千米3.56人。